# Союз настольного тенниса Республики Сербской
Союз настольного тенниса Республики Сербской (серб. Стонотениски савез Републике Српске) — спортивная организация, занимающаяся развитием и управлением настольным теннисом в Республике Сербской, в том числе управление клубами и организацией соревнований. Сотрудничает с Министерством спорта по делам семьи, молодёжи и спорта Республики Сербской. Штаб-квартира: Приедор, улица воеводы Степы Степановича, дом 128А.
Союз официально зарегистрирован 30 ноября 1999 года. Президентом союза является Славко Студен, его заместителем — Боян Мршич.

## Организуемые соревнование
- Личное первенство Республики Сербской среди мужчин и женщин
- Личное первенство Республики Сербской среди молодёжи
- Командное первенство Республики Сербской среди молодёжи
- Командное первенство Республики Сербской среди юниоров
- Индивидуальное первенство Республики Сербской среди детей (три возрастные категории)
- Международный турнир ветеранов и инвалидов в Приедоре
- Лагерь настольного тенниса в Требине

## Клубы
В Республике Сербской зарегистрированы 11 клубов: «Спин», «Баня-Лука», «Борац» (все — Баня-Лука), «Модрича Спин» (Модрича), «Приедор» (Приедор), «Перучица» (Фоча), «Свети Сава» (Требине), «Какмуж» (Озрен), «Элан» (Шековичи), «Младост» (Рогатица) и «Мимоза» (Мрконич-Град).